# ТГМ40
ТГМ40 (Тепловоз з Гідравлічною передачею, Маневровий, 40-ва серія) — радянський маневровий односекційний тепловоз, призначений для експлуатації на залізницях промислових підприємств.

## Історія створення
1981 був спроєктований тепловоз ТУ7М зі збільшеною базою візків, діаметром колісних пар, розширеної кабіною, збільшеною довжиною і деякими іншими конструктивними змінами для роботи на колії 1520 мм.
З 1982 цей тепловоз випускається серійно під маркою ТГМ40.
Це рідкісний випадок успішної переробки вузькоколійного тепловоза під «нормальну» колію.
1983 цей тепловоз отримав Золоту медаль Лейпцизького ярмарку.

## Конструкція

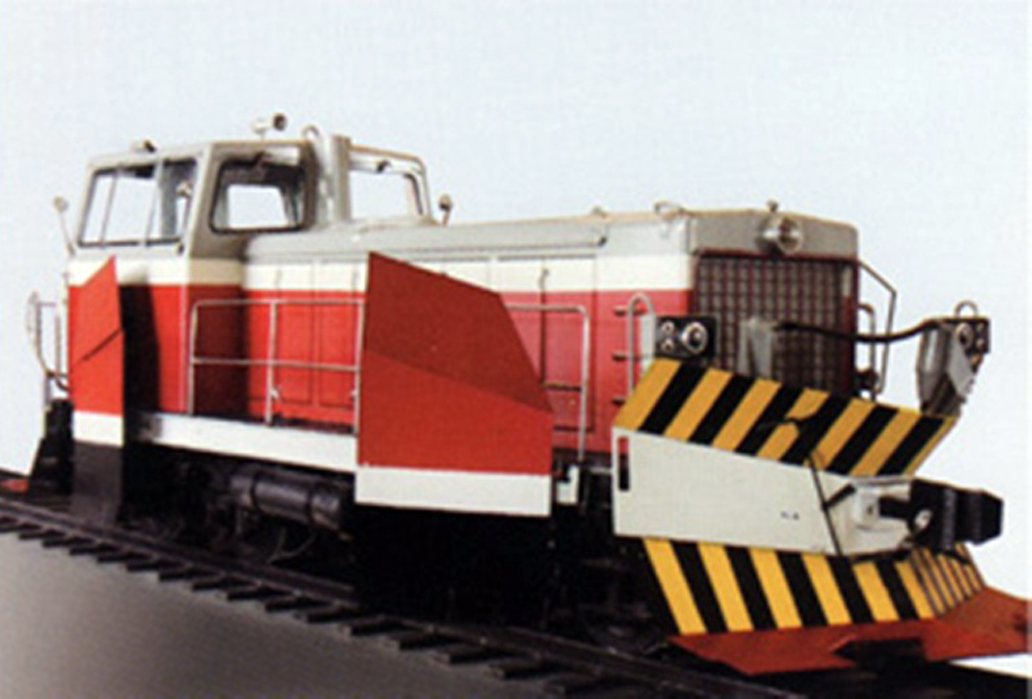
ТГМ-40С

На тепловозі встановлено дизельний двигун 1Д12-400Б і гідродинамічну однорежимну передачу з двома гідротрансформаторами. Охолодження здійснюється холодильником, який забезпечений секціями для охолодження води, мастила двигуна і мастила гідропередачі. Вентилятор холодильника має привід від двигуна через відключувану гідродинамічну муфту. Теплорозсіювальна здатність холодильника дозволяє експлуатувати тепловоз в тропічних кліматичних зонах.

## Модифікації
- ТГМ-40С — тепловоз з навісним плужним снігоочисником.